# Slow televisie
Slow televisie, ook wel slow tv, is een televisiegenre, waarbij de volledige lengte van een rustige activiteit getoond wordt. Voorbeelden hiervan zijn: een volledige treinrit gefilmd vanuit de cabine, een wandeling door een stad of toeristische attractie of het zicht vanuit een vliegtuigraam. Het verschil met 'reguliere' video's is dat er niet of nauwelijks in de video geknipt wordt. De trein is volledig te zien vanaf het beginstation tot en met het einde van de treinreis. Het voordeel van slow tv is dat het relatief goedkoop is om te maken.
Deze video's zijn veelal online te vinden, maar soms ook op televisie. Op de Noorse televisie worden sinds 2009 slow tv-programma's uitgezonden. De eerste video betrof een treinreis van Oslo naar Bergen, waarnaar 1,2 miljoen personen gekeken hadden. Hierna volgde meerdere video's op de Noorse televisie. Ook andere landen volgden dit concept. 